# Ophiusa mucescens
Ophiusa mucescens är en fjärilsart som beskrevs av Franz Dannehl 1933. Ophiusa mucescens ingår i släktet Ophiusa och familjen nattflyn. Inga underarter finns listade i Catalogue of Life.